# Хрисофемида
Хрисофемида (др.-греч. Χρυσόθεμις, также встречается написание Хрисофемиса) — персонаж древнегреческой мифологии. Дочь Агамемнона и Клитемнестры, сестра Ореста, Ифигении, Электры. Единоутробная сестра Эригоны и Алета (дети Клитемнестры и Эгисфа).
Действующее лицо трагедии Софокла «Электра».
В честь Хрисофемиды назван астероид (637) Хрисофемида, открытый в 1907 году.